# 托瓦石窟寺
托瓦石窟寺（僧伽罗语：දෝව රජ මහා විහාරය）是斯里兰卡境內的一座佛教寺廟和受保護的遗产，位于烏沃省中部山区的一个古老的小村庄。该寺庙位于科伦坡以东210公里，康提以南120公里。托瓦石窟寺以其雕刻在岩壁上的未完成的大型佛像而闻名，這些佛像被认为是大乘佛教雕塑的典范。这座寺庙的历史可以追溯到公元前後 。